# Хромозом
Хромозоми су телашца карактеристичног облика која се у једру могу уочити за време деобе. Најбоље се уочавају за време метафазе / митозе па се тада и изучавају и називају метафазни хромозоми.

## Грађа метафазног хромозома
Сваки метафазни хромозом се састоји од:
- две сестринске хроматиде које садрже по један молекул ДНК, и с обзиром да настају репликацијом, ти молекули су потпуно једнаки по садржају гена; зато се хроматиде називају сестринске;
- центромере или примарног сужења које спаја хроматиде.

Поред ових делова, специфичних за све хромозоме, понеки хромозоми могу имати и секундарно сужење. Акроцентрични хромозоми у хуманом кариотипу имају то сужење.

## Врсте хромозома
По положају центромере у хромозому разликују се:
- метацентрични хромозоми, код којих је центромера постављена медијално, а p и q краци су приближно исте дужине. У обу групу спадају хромозоми: 1, 3, 16, 19, 20.
- субметацентрични хромозоми, код којих је центромера постављана нешто ниже него што је то случај код метацентричних, па је p крак нешто краћи од  крака. У обу групу спадају хромозоми: 2, 4-12, 17, 18, X.
- акроцентрични хромозоми, код којих је центромера јако померена ка једном крају хромозома, а p крак далеко краћи од  крака. У ову групу спадају хромозоми: 13, 14, 15, 21, 22, Y.
- телоцентрични хромозоми, код којих се центромера постављена на самом крају хромозома, одликује их одсуство p крака. Налази се само код животиња.

## Број хромозома
Број хромозома је сталан и карактеристичан за сваку биолошку врсту и назива се кариотип.
Телесне (соматске) ћелије имају диплоидан (грч. diploos = двострук) број хромозома [обележава се као 2n]. Телесна ћелија човека има 46 хромозома или две гарнитуре по 23 хромозома, при чему једна гарнитура потиче од мајке, а друга од оца па се тако образује 23 пара хомологих хромозома.
Полне ћелије или гамети [код човека су то сперматозоиди и јајна ћелија] садрже упола мањи број хромозома у односу на телесне ћелије, назван хаплоидан [грч. haploos = једнострук] - обележен као n. Ако телесна ћелија има две, онда ће полна ћелија имати једну гарнитуру хромозома. Број хромозома у полним ћелијама човека је 23.
У наредној табели дат је број хромозома у телесним ћелијама неких еукариотских организама:
| Врста             | 2n      | Врста          | 2n  |
| ----------------- | ------- | -------------- | --- |
| воћна мушица      | 8       | богомољка      | 14  |
| ража              | 24      | амфиоксус      | 24  |
| тибетанска лисица | 36      | хермелин       | 44  |
| домаћа мачка      | 38      | домаћа свиња   | 38  |
| миш               | 40      | пацов          | 42  |
| јастреб           | 76      | сиријски хрчак | 44  |
| мрки медвед       | 74      | човек          | 46  |
| горила, шимпанза  | 48      | домаћа овца    | 54  |
| слон              | 56      | говече         | 60  |
| магарац           | 62      | коњ            | 64  |
| пас               | 78      | кокошка        | 78  |
| златна рибица     | 100-104 | свилена буба   | 28  |
| речни рак         | 116     | шаран          | 104 |
| ћурка             | 82      | гуштер         | 46  |

## Хромозоми човека
Соматске ћелије човека садрже 46 хромозома или 23 пара хромозома.

## Хроматин
Хроматин се уочава у интерфазном једру (то је једро ћелије која није у деоби, већ се налази у интерфази ).

## Галерија
- Ова слика приказује 96 хомологних хромозома насталих пуцањем лимфоцита током ћелијског циклуса.
- Људски хромозоми током метафазе.